# 香港街機文化
香港街機文化指香港在八十年代到二千年間在遊戲機中心內出現詞語或現象，衍生出來的獨特次文化。
部分流行遊戲機中心內出現詞語融入香港的流行文化，粵語俚語文化、逐演變成潮語；部分現象融入的粵語流行音樂文化及香港影視文化。
街機遊戲促使不同玩家對戰、合作或交流。具有競技性的遊戲如格鬥遊戲於1990年代在香港由電子遊戲發行商舉辦專業的電子競技比賽，吸引大量的觀眾和參與者，被追認為香港電子競技相關產業的起源及先驅。

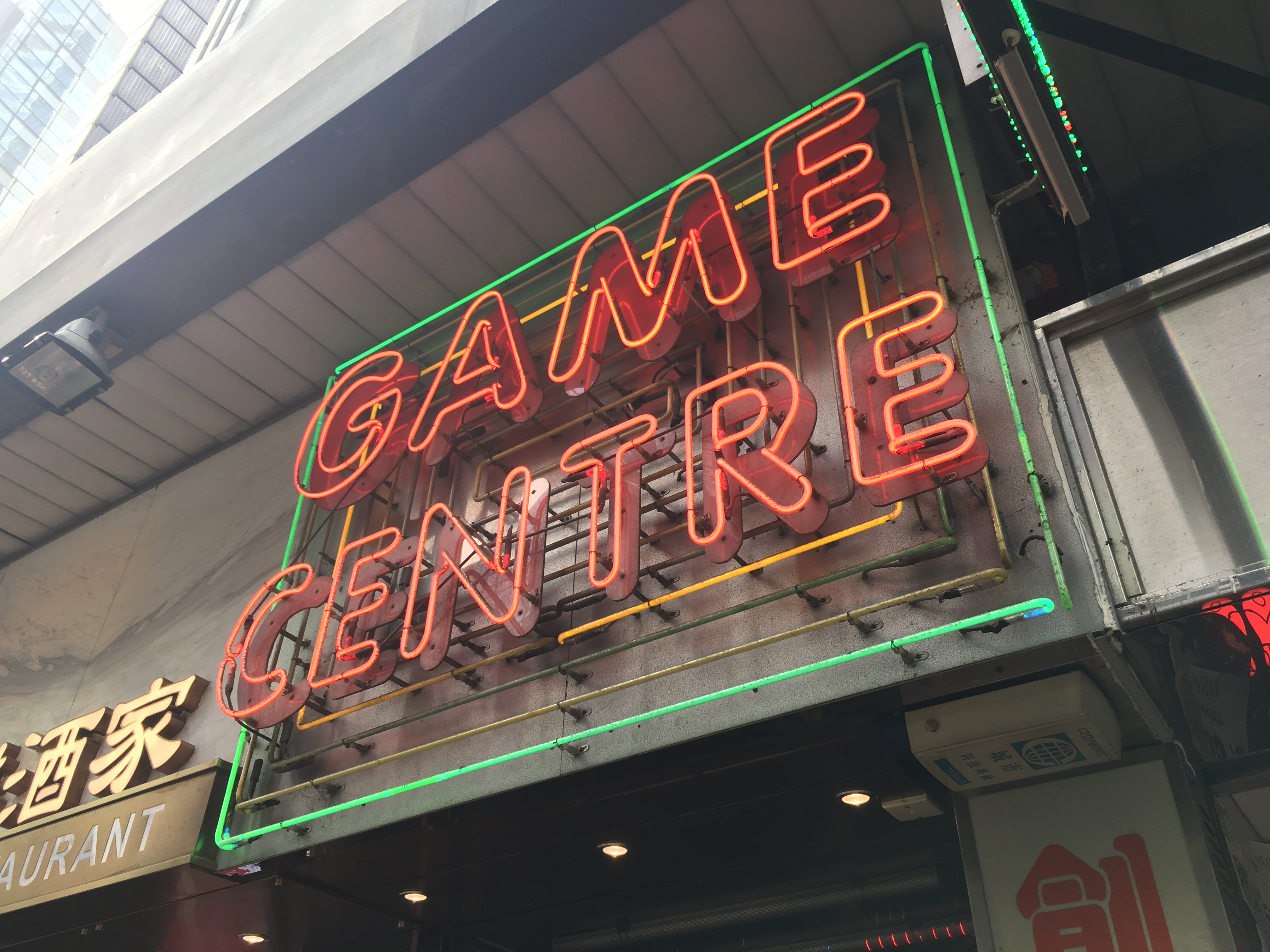
香港的遊戲機中心，俗稱「機舖」

## 發展歷史
1980年代初，隨着香港經濟發展迅速，街機從外國引入香港，香港人俗稱「機鋪」的遊戲機中心相繼在香港各區出現，類似酒吧、戲院、麻雀館、保齡球場、桌球室等成為許多不同年齡層和背景的香港市民作為社交聚集、交流、表達自我、娛樂場所。
1982年，香港考試局(現香港考試及評核局)香港中學會考英文科作文試題有關遊戲機中心。
1984年，「持牌遊戲機中心商會有限公司」(Licensed Amusement Game Centres Trade Association Limited)成立。
1991年，在香港電視產業中，無綫電視長壽綜藝節目歡樂今宵舉辦《街头霸王》香港代表選拔和角色扮演(Cosplay)大賽，節目里短劇的固定環節，描寫一家人沉迷《街头霸王II》的故事。
1993年，香港電影中，《城市獵人》有一段成龍角色戲仿《街头霸王II》女角色春麗的情節。
同年，《超級學校霸王》由王晶编剧執導，香港四大天王中的劉德華、張學友、郭富城同劇參與演出，由於未有正式授權，全部劇中人物造型都是戲仿《街头霸王II》角色。
同年在粵語流行音樂領域中，葛民輝和林海峰組合的軟硬天師，在推出的「老人院」歌詞提到：「四蚊一鋪街機亂甘打打打凹咗，Ken哥將軍手刀射錯咗」，來描寫當時香港遊戲機中心一局4元港幣的《街头霸王II》情況。
同在1993年，港英政府通過《遊戲機中心條例》(第435章)，香港的遊戲機中心需受條例規管，經營遊戲機中心需領有牌照。遊戲機中心分為只准許16歲以上進入的「成人場」和16歲以下人士均能進入的「兒童場」，明令禁止穿着校服的人士進入，而現時大部份兒童遊戲機中心的遊戲均會以代幣遊玩。規管遊戲機中心牌照為影視及娛樂事務管理處，根據牌照條件，遊戲機中心持牌人須確保中心內遊戲機安全
。《遊戲機中心條例》是為了減低遊戲機中心對附近居民造成的滋擾和避免噪音。
1999年，首屆香港漫畫節（現今香港動漫電玩節）舉辦，部分內容有關電玩及街機。
2000年代，隨著家用遊戲機機能優勝街機、掌上遊戲機及智能電話遊戲相繼出現，街機市場萎縮。
2007年，香港實施《吸煙（公眾衛生）條例》後，有控煙辦巡查遊戲機中心。
2008年，香港考試及評核局香港中學會考中文科試題出現香港遊戲機中心內出現「屈機」一詞，該詞漸發展成香港流行文化的潮語。
2010年代，由於互聯網普及，网吧興起，香港電子競技產業發展迅速，開始受到香港社會的廣泛關注和討論。隨著街機市場萎縮，俗稱「釣魚機」及「跑馬機」廣泛出現在香港遊戲機中心内。
2013年，香港電影《狂舞派》女主角顏卓靈中Cosplay（角式扮演）《街头霸王II》女角色春麗
2014年，香港立法會民政事務委員會討論「規管互聯網電腦服務中心及其他設有遊戲機的娛樂場所」，以規範派對場所(Party Room)、网吧、遊樂場或其他營運電子遊戲的娛樂場所。
於2015年，為集體回憶而創辦的香港復古遊戲展覽（RETRO.HK Gaming Expo）首年出現，及後主辦團隊於2017正式成立非牟利團體「香港遊戲協會」HKGA，向公眾教育電子遊戲文化保育。
2016年，因應土瓜灣社區重建，於十三街舉辦街機比賽
2017年，由財政司司長曾俊華及陳茂波準備及發表的《香港政府財政預算案》中，將電子競技定性為具經濟發展潛力的新領域，是香港政府首次明確表示要將香港電子競技作產業化。
於2020年，香港防疫政策放寬，遊戲機中心重新開放，吸引大批市民排隊。
於2023年，香港各行各業受到疫情影響，香港街機遊戲機中心產業一蹶不振，根據「持牌遊戲機中心商會」資料，全香港的街機遊戲機中心在2023年就只剩下約不多於100間，相較於1990年代初全盛時期的1,000多間，整個產業鏈漸漸走向沒落的跡象，成為夕陽行業。

## 次文化
- 用香港一元硬幣排隊，俗稱「跟機」[13]

- 某人在「打機」期間被另一玩家中途加入挑戰，原俗稱「挑機」，後引申向某人挑戰。[14][15]

- 不成文規定：根據遊戲規則三盤兩勝，故意賽果去到第三局決勝局，俗稱「讓round」[16]，此詞為粵語「讓」，及英文「盤」(Round)的混成詞

- 早年許多香港機舖皆會貼上「嚴禁打方，違者熄機」的警告牌，以保障遊戲機中心的商業利益

- 若玩家利用遊戲中的程式錯誤(Bug)或不當手段羸出比賽，就會被指俗稱「屈機」

## 另見條目
- 香港電子競技
- 遊戲機中心
- 電子遊戲歷史
- 釣魚機
- 跑馬機
- 機鋪
- 中国大陆游戏机历史#街機
- 抽機
- 挑機 （页面存档备份，存于）